# Jacques Léonard Laplanche
Pour les articles homonymes, voir Laplanche.
Jacques Léonard Goyre-Laplanche, né le 8 mai 1755 à Nevers (Nièvre), mort le 3 novembre 1817 à Salbris (Loir-et-Cher), est un membre du clergé et homme politique de la Révolution française.

## Sous la Révolution
Au début de la Révolution, Jacques Léonard Laplanche est moine bénédictin à Nevers. Il est nommé vicaire général de l'évêque constitutionnel de la Nièvre.
En septembre 1792, Laplanche est élu député du département de la Nièvre, le sixième sur sept, à la Convention nationale.
Il siège sur les bancs de la Montagne. Lors du procès de Louis XVI, il vote « la mort dans le plus bref délai » et rejette l'appel au peuple et le sursis à l'exécution. Il ne participe pas au scrutin sur la mise en accusation de Jean-Paul Marat en avril 1793. Il vote contre le rétablissement de la Commission des Douze le mois suivant.
Laplanche est envoyé en mission dans les départements du Loiret et de la Nièvre en mars 1793 aux côtés de Jean-Marie Collot d'Herbois, afin d'accélérer la levée en masse.
Il rend compte de sa mission devant les députés en vendémiaire an II (octobre 1793) qui approuvent sa conduite.
Au cours de sa mission, il épouse Adélaïde, la fille de son collègue député du Loiret, René-Louis Delagueulle de Coinces.
Il se fait remarquer par son radicalisme et son anticléricalisme, et multiplie les arrestations en promettant de « patriotiser et de républicaniser le Loiret qui est semi-aristocrate et semi-fédéraliste ».
Le 21 novembre, il fait fusiller 800 prisonniers vendéens lors du massacre d'Avranches.
Le Comité de salut public l'envoie à nouveau en mission dans les départements de l'Eure et du Calvados. En Normandie, son action est aussi violente. Il rend compte de sa mission en déclarant, le 13 février 1794, « Partout j'ai fait disparaître les prêtres comme autant de vers rongeurs et fléaux de la société ».
Il est arrêté après dénonciation pour abus de pouvoir en 1794, et est amnistié après la séparation de la Convention en 1795.

## Sous le Directoire
Sous le Directoire, il ne brigue aucun poste de député. Il occupe un emploi d'avoué à Romorantin où il se fait oublier.

## Sous la Restauration
Sa vie discrète lui permet d'échapper à l'exil pour régicide au retour des Bourbons en France.

## Sources
1. ↑  Archives parlementaires de 1787 à 1860, Première série, tome 52, p. 52.
2. ↑  Jacques-François Froullé, « Liste comparative des cinq appels nominaux. Faits dans les séances des 15, 16, 17, 18 et 19 janvier 1793, sur le procès et le jugement de Louis XVI [...] » , sur www.gallica.bnf.fr, 1793 (consulté le 27 mars 2024)
3. ↑  Archives parlementaires de 1787 à 1860, Première série, tome 62, séance du 13 avril 1793, p. 37.
4. ↑  Archives parlementaires de 1787 à 1860, Première série, tome 65, séance du 28 mai 1793, p. 535.
5. ↑  Alphonse Aulard, Recueil des Actes du Comité de Salut public tome 2, Représentants en mission, séance du 9 mars 1793, p. 303.
6. ↑  Archives parlementaires de 1787 à 1860, Première série, tome 77, séance du 28 vendémiaire an II (19 octobre 1793), p. 30-31.
7. ↑  Ruth Graham, « Les mariages des ecclésiastiques députés à la Convention », Annales historiques de la Révolution française, vol. 262, no 1,‎ 1985, p. 480–499 (DOI 10.3406/ahrf.1985.1132, lire en ligne, consulté le 27 mars 2024)

- Notices d'autorité :   - VIAF
  - ISNI
  - IdRef
  - GND
- « Jacques Léonard Laplanche », dans Adolphe Robert et Gaston Cougny, Dictionnaire des parlementaires français, Edgar Bourloton, 1889-1891 [détail de l’édition]
- Jean Tulard, Jean-François Fayard et Alfred Fierro, Histoire et dictionnaire de la Révolution française. 1789–1799, Paris, éd. Robert Laffont, coll. « Bouquins », 1987, 1998 [détail des éditions] (ISBN 978-2-221-08850-0)